# موسفیل آئرو
موسفیل آئرو (به انگلیسی: Mosphil Aero) یک شرکت هواپیمایی است که در ۲۰۰۵ میلادی تأسیس شده و در ۲۰۰۶ فعالیتش را آغاز کرده‌است. دفتر مرکزی موسفیل آئرو در ماکاتی، فیلیپین واقع شده‌است و قطب این شرکت هواپیمایی در فرودگاه بین‌المللی زامبونگا قرار دارد و به ۴ مقصد، پرواز انجام می‌دهد.